# Pharr (Texas)
La ville de Pharr fait partie du comté de Hidalgo, dans le sud de l’État du Texas, aux États-Unis. 

## Localisation
La localité de Pharr est située dans le sud du Texas, sur le tracé de la Missouri Pacific Railroad et également sur la Route 83.

## Toponymie
La localité doit son nom au planteur de canne à sucre Henry Newton Pharr (1872-1966). Pendant plusieurs années, Henry Newton Pharr fut le président de la Louisiana–Rio Grande Sugar Company et de la Louisiana–Rio Grande Canal Company, sur les terres desquelles la ville de Pharr fut bâtie à partir de 1910.

## Démographie
Selon le recensement de 2020, la population de Pharr city est de 79 715 habitants.

## Poste frontière
Le point d'entrée de Pharr, au Texas, est situé au niveau du pont international Pharr-Reynosa. Ce pont, inauguré en 1994, enjambe le Rio Grande à la frontière entre les États-Unis et le Mexique pour aboutir au niveau de la ville de Reynosa. Le péage du côté américain du pont est géré par la ville de Pharr.